# Habib Ben Yahia
Habib Ben Yahia (arabe : الحبيب بن يحيى), né le 30 juillet 1938 à Tunis, est un diplomate et homme politique tunisien.

## Biographie
Issu d'une famille originaire de Djerba, il obtient après ses études secondaires une maîtrise universitaire en lettres anglaises à l'université de Tunis avant de décrocher un diplôme en relations internationales à l'université Columbia de New York (États-Unis),.

### Affaires étrangères
C'est en 1963 que Ben Yahia entre au ministère des Affaires étrangères pour y occuper d'abord le poste de chef de division de l'Afrique anglophone avant de devenir le patron de la division de la coopération économique avec les États-Unis. En 1967, il est nommé conseiller économique à l'ambassade de Tunisie à Washington puis à l'ambassade de Tunisie en France avant de regagner Tunis en 1973 pour prendre la tête de la division de la coopération financière bilatérale. Ensuite, il est désigné comme chef de cabinet du ministre des Affaires étrangères.
Quatre ans plus tard, il est nommé ambassadeur en Belgique puis aux États-Unis, d'où il couvre aussi les juridictions du Mexique et du Venezuela, de 1981 à 1988.

### Gouvernement
De retour en 1988, il est affecté auprès du ministre des Affaires étrangères comme secrétaire d'État avant d'occuper trois ans plus tard, en février 1991, le fauteuil du ministre. En janvier 1997, il prend le portefeuille de la défense nationale avant de retrouver le ministère des Affaires étrangères lors de la formation du gouvernement de Mohamed Ghannouchi en novembre 1999. En novembre 2004, il quitte le gouvernement à la suite d'un remaniement ministériel.

### Union du Maghreb arabe
Il est pressenti en 2005 pour devenir le représentant spécial en Côte d'Ivoire du secrétaire général des Nations unies Kofi Annan mais le président Zine el-Abidine Ben Ali préfère le garder à ses côtés en le nommant conseiller diplomatique,. Le 1er février 2006, il est désigné par les chefs d'État maghrébins pour occuper le poste de secrétaire général de l'Union du Maghreb arabe pour un mandat de trois ans en remplacement de son compatriote Habib Boularès,.
Taïeb Baccouche le remplace le 5 mai 2016.
L'année suivante, le 3 mars 2017, il est condamné par contumace à cinq ans de prison ferme pour avoir autorisé, en 1997, la cession d’un terrain militaire au président Ben Ali pour la construction de son palais. Son procès coincidant avec les funerailles de son frère, il n'assiste pas au procès.

### Vie privée
Ben Yahia est marié et père de deux enfants.

### Décorations
- Grand officier de l'Ordre du Ouissam alaouite (Maroc)[9] ;
- Grand croix de l'Ordre du Mérite (Portugal)[10] ;
- Grand cordon de l'Ordre de la République tunisienne[11] ;
- Grand cordon de l'Ordre du 7-Novembre (Tunisie)[12].